# MTV Europe Music Awards, Найкращий російський артист
Нижче наведено список переможців та номінантів MTV Europe Music Award у номінації Найкращий російський виконавець.

## 2000-ні
| Рік  | Переможець       | Номінанти                                                |
| ---- | ---------------- | -------------------------------------------------------- |
| 2001 | Алсу             | - Би-2 - Мумій Тролль - Тату - Земфіра                   |
| 2002 | Дискотека Авария | - Аріана - Епідемія - Каста - Тату                       |
| 2003 | Глюк'OZA         | - Дискотека Авария - Ленінград - Сплин - Тату            |
| 2004 | Звери            | - Дельфін - Глюк'OZA - Ленінград - ВІА Гра               |
| 2005 | Діма Білан       | - ВІА Гра - Uma2rmaH - В'ячеслав Бутусов - Земфіра       |
| 2006 | Діма Білан       | - Город 312 - Валерій Меладзе - Тату - Uma2rmaH          |
| 2007 | Діма Білан       | - А'Студіо - Сергій Лазарєв - МакSим - ВІА Гра           |
| 2008 | Діма Білан       | - Банд'Эрос - Сергій Лазарєв - Тіматі - Настя Задорожная |
| 2009 | Діма Білан       | - CENTR - Каста - Сергій Лазарєв - Тіматі                |

## 2010-ті
| Рік  | Переможець  | Номінанти                                    |
| ---- | ----------- | -------------------------------------------- |
| 2010 | Діма Білан  | - А'Студіо - Noize MC - Serebro - Тіматі     |
| 2011 | Нюша        | - Градуси - Каста - Мачете - Тіматі          |
| 2012 | Діма Білан  | - Каста - Нервы - Serebro - Жанна Фріске     |
| 2013 | Земфіра     | - Баста - Іван Дорн - Нюша - Йолка           |
| 2014 | Нюша        | - Serebro - Каста - Noize MC - Б'янка        |
| 2015 | MBAND       | - IOWA - Quest Pistols - Serebro - Іван Дорн |
| 2016 | Therr Maitz | - Баста - Ленінград - OQJAV - Йолка          |
| 2017 | Іван Дорн   | - Олена Темнікова - Грибы - Хаскі - Йолка    |
| 2018 | Jah Khalib  | - Елджей - Pharaoh - Монєточка - Мы          |
| 2019 | MARUV       | - Face - Little Big - Noize MC - Zivert      |

## 2020-ті

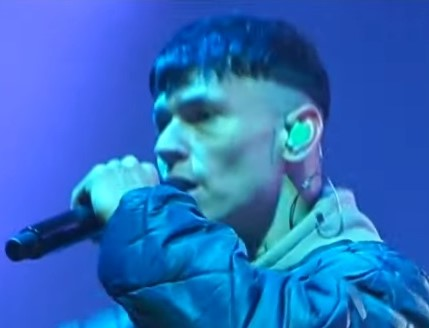
NILETTO

| Рік  | Переможець    | Номінанти                                                   |
| ---- | ------------- | ----------------------------------------------------------- |
| 2020 | NILETTO       | - Клава Кока - Маніжа - Morgenshtern - Cream Soda           |
| 2021 | Макс Барських | - Муся Тотібадзе - Imanbek - Марі Краймбрері - Slava Marlow |